# Kyūkyū Sentai GoGoFive
Kyūkyū Sentai GoGoFive (jap. 救急戦隊ゴーゴーファイブ Kyūkyū Sentai GōGō Faibu; Oddział Ratowniczy GoGoFive) – japoński serial z gatunku tokusatsu z roku 1999. Jest dwudziestym trzecim serialem z sagi Super Sentai stworzonym przez Toei Company. Był emitowany na kanale TV Asahi w latach 1999–2000. Jego amerykańską wersją jest serial Power Rangers Lightspeed Rescue.

## Fabuła
Wiedźma Grandiene z plemienia Saima czeka na swoje odrodzenie w dzień, kiedy planety układu słonecznego znajdą się w pozycji przypominającej krzyż. Jej potomstwo wyrusza na Ziemię aby podbić ją i zmienić w planetę ciemności. Doktor Tatsumi tworzy przeciwko nim systemy GoGoFive a do ich użycia wyznacza piątkę swoich dzieci. Każdy z rodzeństwa jest pracownikiem służb ratowniczych i porządkowych.

## GoGoFive
Głównymi bohaterami serii jest piątka dzieci (4 synów i córka) Ritsuko i Mondo Tatsumich.
- Matoi Tatsumi (jap. 巽 マトイ Tatsumi Matoi) / Go Czerwony (jap. ゴーレッド Gō Reddo; Go Red) – ma 24 lata i jest najstarszym z rodzeństwa, z racji tego jest przywódcą drużyny. Należy do strażackiego oddziału ratowniczego. Matoi stara się robić wszystko z książkową dokładnością i rzadko popełnia błędy. Bardzo odważny, nigdy nie podda się nawet w bardzo kryzysowych sytuacjach. Matoi czuje się też bardzo odpowiedzialny za swoje rodzeństwo; podczas nieobecności rodziców próbował zastąpić ojca. Jest też kłótliwą osobą, która sprzecza się z Matsuri, Daimonem, ale głównie z Shō, jednak te kłótnie wynikają z jego chęci udzielenia im pomocy i zagrzania do walki. Matoi pojawia się w filmie Gaoranger vs. Super Sentai i jako Go Czerwony pomaga Gaorangersom pokonać Rakushaasę.
- Nagare Tatsumi (jap. 巽 ナガレ Tatsumi Nagare) / Go Niebieski (jap. ゴーブルー Gō Burū; Go Blue) – ma 23 lata, drugi najstarszy z rodzeństwa, zastępca dowódcy. Strażak, chemik i wynalazca-amator. Nagare jest najbardziej zżyty z Daimonem, któremu często udziela rad i który często go ignoruje, tym samym wplątując w tarapaty. Ze swoim starszym bratem Nagare nie kłóci się prawie wcale i, podobnie jak on, poświęciłby swoje życie za pozostałych z rodzeństwa. Jest najmądrzejszy i najpoważniejszy z piątki. Twórca arsenału swojego oddziału straży pożarnej, który wykorzystuje chemikalia do walki z ogniem. Ponadto rok przed akcją zbudował robota zwanego Big Douserem.
- Shō Tatsumi (jap. 巽 ショウ Tatsumi Shō) / Go Zielony (jap. ゴーグリーン Gō Gurīn; Go Green) – ma 22 lata, trzeci najstarszy z rodzeństwa. Shō od dzieciństwa pragnął latać, więc pracuje w ratownictwie jako pilot helikoptera. Kiedy dostał licencję, rodzeństwo zrobiło mu imprezę z tej okazji, na której Matoi zaczął śpiewać i Shō z tego powodu uciekł. Z całej piątki to on najbardziej gniewał się na ojca, który po zniknięciu matki opuścił rodzinę. Często sprzecza się z Matoi. Kiedyś pokłócił się z nim na tyle, że o mały włos nie odszedł z grupy. Mimo to jest świetnym pilotem i można na nim polegać. Pojawił się także w ostatnim odcinku Gokaiger gdzie odzyskuje utraconą moc.
- Daimon Tatsumi (jap. 巽 ダイモン Tatsumi Daimon) / Go Żółty (jap. ゴーイエロー Gō Ierō; Go Yellow) – ma 21 lat i jest drugim najmłodszym z rodzeństwa. Daimon jest policjantem w randze sierżanta. Jest najgłośniejszym i najbardziej nerwowym i szalonym z piątki. Daimon to człowiek, który nie myśli zanim coś zrobi i szybko pakuje się w kłopoty. Nie lubi Nagare za to, że ciągle udziela mu rad i prawie zawsze go ignoruje. W końcu kiedy Nagare dostał zakaz walczenia przez zachowanie Daimona, chłopak zaczął go słuchać i zżyli się. Daimon przez swojego nauczyciela sztuk walki ma obsesyjny ciąg do picia mleka. Pojawia się w filmie Gaoranger vs. Super Sentai, gdzie uczy Kaia Samezu/Gao Niebieskiego stylu swojego mistrza oraz opowiada mu historię o wojownikach w Sentai, który podczas walki stawiali na swoją zwinność, szybkość i technikę.
- Matsuri Tatsumi (jap. 巽 マツリ Tatsumi Matsuri) / Go Różowa (jap. ゴーピンク Gō Pinku; Go Pink) – ma 20 lat i jest najmłodsza z rodzeństwa. Jedyna kobieta w drużynie. Ciepła dziewczyna, Matsuri pracuje jako pielęgniarka w pogotowiu. Cierpienie niewinnych jest jej motywacją do udzielenia im pomocy oraz walki w ich obronie. Jako że jest jedyną dziewczyną w rodzeństwie, Matsuri zastępuje swoim braciom matkę. Pojawia się w Gokaiger gdzie wyjawia Gokaigersom sekret swojej drużyny.

### Wsparcie
- Mondo Tatsumi (jap. 巽 世界 Tatsumi Mondo) – profesor, głowa rodziny i ojciec piątki wojowników. Naukowiec, który stworzył kombinezony, broń, maszyny i wyposażenie GoGoFive. Kilka lat wcześniej przewidział pojawienie się demonów Saima, ale nikt mu nie uwierzył. Wyśmiany i upokorzony w swym środowisku, a na dodatek owdowiały, Mondo na kilka lat zniknął z życia publicznego i opuścił swe dzieci by stworzyć dla nich sprzęt do walki. Jego rolę przejął dla rodzeństwa jego najstarszy syn – Matoi. Powrócił, gdy demony wyszły na powierzchnię i dał swym dzieciom systemy GoGoFive. Jego celem jest odzyskanie szacunku u swoich dzieci i odbudowanie rodziny. Jego rywalem jest kapitan Kenji Inui, którego rodzina odwiecznie rywalizowała z rodem Tatsumich w byciu czołowymi strażakami Tokio.
- Ritsuko Tatsumi (jap. 巽 律子 Tatsumi Ritsuko) – matka piątki, żona Mondo. Uznana za zmarłą w katastrofie samolotu, tak naprawdę przebywała 8 lat w śpiączce. Dzieci zwykle przypominają sobie jej słowa, które stanowiły dla nich otuchę w trudnych sytuacjach.
- Kyōko Hayase (jap. 速瀬 京子 Hayase Kyōko) – pilotka promu kosmicznego oraz przełożona Shō. Pierwszy raz pojawia się w 2 odcinku, kiedy to prom z nią na pokładzie został zaatakowany przez Bestię Saima. Kyōko rozpoznała głos Shō wśród pilotów robota. Kiedy to się stało chciała dołączyć do drużyny jako szósty wojownik, jednak profesor Tatsumi zaprojektował broń tylko dla swojego potomstwa. Kyōko od tamtej pory jest pomocniczką drużyny, jednak nie bierze czynnego udziału w walce. W finale serii odebrała telefon od matki Tatsumich oraz przekazała dane Projektu Sigma.
- Minto (jap. ミント) – mały robot-pomocnik zbudowany przez Mondo Tatsumiego. Sprawuje kontrolę nad Bazą 55, Golinerem oraz Liner Boyem.

### Broń
- GoGo Bransoletka (jap. ゴーゴーブレス Gōgō Buresu; GoGo Brace) – bransoletka służąca do przemiany w wojownika, komunikacji oraz wzywania maszyn.
- Five Laser (jap. ファイブレイザー Faibu Reizā) – pistolet laserowy z możliwością przekształcenia w miecz, podstawowe uzbrojenie wojowników. Uchwyt od Five Blastera może być odczepiony i dołączony do innej broni lub służyć do kontroli maszyn.
- Life Bird (jap. ライフバード Raifu Bādo) – mechaniczna kusza podobna do ptaka, składa się z pięciu oddzielnych części: wiertła, nożyc, gaśnicy, szponów oraz zastrzyku.
- Commmand Attacker (jap. コマンドアタッカー Komando Atakkā) – motocykl z bocznym siodełkiem, uzbrojony w lasery i wiertła.
- V-Lanca (jap. ブイランサー Bui Ransā; V-Lancer) – specjalna lanca dla każdego wojownika, może zmienić się w karabin laserowy oraz posiada doczepiony do niej bumerang.
- V-Tryb Bransoletka (jap. ブイモードブレス Bui Mōdo Buresu; V-Mode Brace) – specjalna bransoletka z klawiaturą numeryczną, która służy do wzmocnienia ataków oraz połączenia robotów.
- Go Blaster (jap. ゴーブラスター Gō Burasutā) – specjalne pistolety z trzema trybami- zwykłym, gaśnicą i małym karabinkiem.

### Maszyny
- Victory Robot (jap. ビクトリーロボ Bikutorī Robo) - pierwszy oraz główny robot drużyny, który jest połączeniem piątki Maszyn 99 (99マシン Kyūkyū Mashin). Victory Robot jest uzbrojony w wysuwane pięści oraz w potężny miecz zwany Mieczem Odwagi (ブレイバーソード Bureibā Sōdo, Braver Sword), który jest w stanie zniszczyć ujemną energię demona za pomocą ataku Victory Prominence. Niekompletną postacią Victory Robota jest Victory Walker (ビクトリーウォーカー Bikutorī Wōkā) złożony tylko z tych Maszyn 99, które tworzą nogi robota. Victory Robot wraz z Liner Boyem został zniszczony przez wskrzeszonych Salamandesa i Sylfizę w ostatnim odcinku.
  - Red Ladder (jap. レッドラダー Reddo Radā) – pojazd Go Czerwonego, przypomina czerwony wóz strażacki z wysuwanymi drabinami, które wykorzystywane są do ratowania ludzi z wysokości. Drabiny te są zakończone rękoma, dzięki czemu pojazd ten może również atakować przeciwnika lub przenosić obiekty. Formuje pas, tors i ręce Victory Robota.
  - Blue Thrower (jap. ブルースローワー Burū Surōwā) – pojazd Go Niebieskiego, przypomina niebieski wóz strażacki, który może wystrzeliwać wodę pod ciśnieniem. Formuje podbrzusze i uda Victory Robota oraz górną część Victory Walkera.
  - Green Hover (jap. グリーンホーバー Gurīn Hōbā) – pojazd Go Zielonego, przypomina nowoczesny żyrokopter. Posiada wysuwaną linę z magnesem bądź chwytakiem oraz bomby wodne. Może przenosić pozostałe Maszyny 99. Formuje plecy oraz głowę Victory Robota.
  - Yellow Armor (jap. イエローアーマー Ierō Āmā) – pojazd Go Żółtego, przypomina gigantyczną ciężarówkę pancerną w kolorze żółtym. Posiada w sobie wysuwaną łyżkę przypominającą tę u koparki, którą może przenosić obiekty bądź usuwać złom i ciężkie przedmioty. Formuje lewą nogę Victory Robota.
  - Pink Aider (jap. ピンクエイダー Pinku Eidā) – pojazd Go Różowej, przypomina gigantyczny biały ambulans. Może przechowywać w sobie mniejsze pojazdy. Formuje prawą nogę Victory Robota.

- Grand Liner (jap. グランドライナー Gurando Rainā) – drugi i największy robot drużyny powstały z przekształcenia pociągu złożonego z pięciu wagonów zwanych Golinerami (ゴーライナー Gōrainā) mogących transportować inne maszyny wojowników. Goliner 1 tworzy kokpit oraz prawą rękę, Goliner 2 lewą rękę, Goliner 3 głowę i środek formacji, Goliner 4 lewą nogę, a Goliner 5 prawą nogę. Grand Liner jest uzbrojony w karabin maszynowy oraz wystrzeliwane pociski. Jest jedyną bronią rodzeństwa, której mogą użyć przeciw Golemom. Robot nie został zniszczony, choć stał się niezdatny do użytku podczas walki z wskrzeszonymi przez Grandiene Sylfizą i Salamandesem.

- Liner Boy (jap. ライナーボーイ Rainā Bōi) – robot stworzony przez profesora Tatsumiego i Kyōko, zasilany energią słoneczną. Nie jest pilotowany przez żadnego z wojowników, gdyż posiada sztuczną inteligencję. Liner Boy jest trzymany w osobnym garażu niż Golinery i posiada trzy tryby: tryb pociągu zwany Max Linerem (マックスライナー Makkusu Rainā), tryb promu kosmicznego zwany Max Promem (マックスシャトル Makkusu Shatoru, Max Shuttle) oraz tryb robota. Liner Boy może służyć jako dodatkowy wagon oraz przód Golinera tworząc Kosmicznego Golinera. Jest zdolny do połączenia się z Victory Robotem w Max Victory Robota. Wraz z nim Liner Boy został zniszczony przez Sylfizę i Salamandesa w ostatnim odcinku.

- Max Victory Robot (jap. マックスビクトリーロボ Makkusu Bikutorī Robo) – połączenie Victory Robota i Liner Boya, aktywowane za pomocą kodu 3-5-6 na V-Tryb Bransoletce. W tej postaci robot ma możliwość latania oraz zwiększoną siłę i zwinność. Podobnie jak Liner Boy pobiera moc z energii słonecznej. Max Victory Robot jest uzbrojony w kilka działek, za pomocą których wykonuje swój ostateczny atak zwany Max Novą. Został zniszczony w ostatnim odcinku przez Sylfizę i Salamandesa.

- Victory Mars (jap. ビクトリーマーズ Bikutorī Māzu)
  - Red Mars 1 (jap. レッドマーズ1 Reddo Māzu Wan)
  - Blue Mars 2 (jap. ブルーマーズ2 Burū Māzu Tsū)
  - Green Mars 3 (jap. グリーンマーズ3 Gurīn Māzu Surī)
  - Yellow Mars 4 (jap. イエローマーズ4 Ierō Māzu Fō)
  - Pink Mars 5 (jap. ピンクマーズ5 Pinku Māzu Faibu)

- Projekt Sigma (シグマプロジェクト Shiguma Purojekuto)

## Ród Saima
Ród Saima (jap. 災魔一族 Saima Ichizoku; Ród Demonów Apokalipsy) są wrogami GoGoFive przybyłymi na Ziemię w 1999 roku, kiedy to planety Układu Słonecznego wraz ze Słońcem i Plutonem znalazły się w położeniu przypominającym krzyż. Ich celem jest zawładnięcie Ziemią, zniszczenie ludzkości oraz wskrzeszenie ich matki – potężnej wiedźmy zwanej Grandiene.
- Król Ciemności Sylfiza (jap. 冥王ジルフィーザ Meiō Jirufīza; Zylpheeza)
- Baron Bestii Kobolda (jap. 獣男爵コボルダ Jūdanshaku Koboruda; Cobolda)
- Księżniczka Zła Dynas (jap. 邪霊姫ディーナス Jareiki Dīnasu; Dinas)
- Smoczy Król Ciemności Salamandes (jap. 龍冥王サラマンデス Ryūmeiō Saramandesu)
- Czarnoksiężnik Pierre (jap. 呪士ピエール Jushi Piēru)
- Wiedźma Grandiene (jap. 大魔女グランディーヌ Daimajo Gurandīnu)
- Skrzaty (jap. インプ Inpu)

## Obsada
- Ryūichirō Nishioka – Matoi Tatsumi / Go Czerwony:
- Masashi Taniguchi – Nagare Tatsumi / Go Niebieski
- Atsushi Harada – Shō Tatsumi / Go Zielony
- Kenji Shibata – Daimon Tatsumi / Go Żółty
- Kayoko Shibata – Matsuri Tatsumi / Go Różowa
- Mike Maki – Mondo Tatsumi
- Kyōko Yoshizawa – Ritsuko Tatsumi
- Yūko Miyamura – Kyoko Hayase
- Sayaka Aida – Mint (głos)
- Isao Yamagishi – Liner Boy (głos)
- Daiki Nakamura – Sylfiza (głos)
- Kenji Nomura – Kobolda (głos)
- Kaya Hirasawa – Dynas
- Hikaru Midorikawa – Salamandes (głos)
- Taiki Matsuno – Pierre (głos)

### Aktorzy kostiumowi
- Seiji Takaiwa –
  - Go Czerwony,
  - Sylfiza,
  - Salamandes
- Hideaki Kusaka –
  - Go Niebieski,
  - Victory Robot,
  - Grand Liner,
  - Max Victory Robot,
  - Victory Mars
- Yasuhiro Takeuchi – Go Zielony
- Yūichi Hachisuka –
  - Go Żółty,
  - Liner Boy
- Motokuni Nakagawa – Go Różowa
- Jirō Okamoto – Victory Mars
- Hirofumi Fukuzawa – Kobolda
- Takeshi Miyazaki – Pierre

Źródło: 

## Muzyka
Opening
- "Kyūkyū Sentai GoGoFive" (jap. 救急戦隊ゴーゴーファイブ)

Słowa: Nagae Kuwabara
Kompozycja i aranżacja: Toshiyuki Watanabe
Wykonanie: Shin'ichi Ishihara
Ending
- "Kono Hoshi o, Kono Machi o" (jap. この星を　この街を)

Słowa: Shōko Fujibayashi
Kompozycja: Shinsuke Kazato
Aranżacja: Toshihiko Sahashi
Wykonanie: Naritaka Takayama